# Poklon Treh kraljev (Geertgen tot Sint Jans)
Poklon Treh kraljev je staronizozemska slika iz okrog leta 1480-1485 , olje na tabli, ki jo je naslikal umetnik Geertgen tot Sint Jans in je danes v zbirki Rijksmuseum v Amsterdamu.

## Opis
Poklon Treh kraljev prikazuje tri kralje, ki nosijo darila. Kralj Melhior je prikazan, kako kleči pred otrokom Jezusom in daruje svoje zlatnike. Odstranjena krona mu leži pred nogami. Za njim kralj Gašper s krono, ki mu visi za glavo, vzame darilno kadilo od pomočnika, in ga je pripravljen podariti. Na levi je kralj Boltežar, upodobljen kot temnopolti kralj, še vedno nosi svojo krono in ima kroglo mire. V ozadju je nad njihovimi glavami videti spremstvo vsakega od treh kraljev. Kralji so tako dvakrat prikazani, enkrat v ospredju in spet v miniaturi v ozadju, prihajajo s spremstvom iz Afrike, Evrope in Azije. Z rentgenskim pregledom spodnjega dela je razvidno, da je sprva Melhiorjevo evropsko spremstvo jahalo na konjih, kasneje pa so jih spremenili v dromedarje. To je presenetljivo, ker zgodnje kamele na slikah 'Treh kraljev' po navadi predstavljajo spremstvo Boltežarja, ki naj bi prihajal iz Etiopije (pogosto naj bi simboliziral preostali del Afrike).

## Poreklo
Ta slika je ena od treh Geertgenovih Poklonov Treh kraljev, ki so mu bile pripisane na podlagi slogovnih podobnosti. Izvor slike se je vrnil k nakupu leta 1904. Skupaj z ostalima dvema različicama temelji na delu Huga van der Goesa iz Berlina.
- Poklon Treh kraljev,  Hugo van der Goes (Oltar Monforte, Berlin)
- Poklon Treh kraljev, Geertgen tot Sint Jans, Cleveland
- Poklon Treh kraljev, Geertgen tot Sint Jans, Praga